# Приамурские ведомости
«Приаму́рские ве́домости» — еженедельная общественно-политическая газета Хабаровского края, ранее, Приамурского края, издается в Хабаровске с 1894 года, с перерывами с 1917 г. по 1990 г. и в 2016 г. (январь). 25 лет выходила и на Еврейскую автономную область. Первая государственная официальная газета Приамурского края (Дальнего Востока), старейшее дальневосточное периодическое издание, выходящее до сих пор.

## История

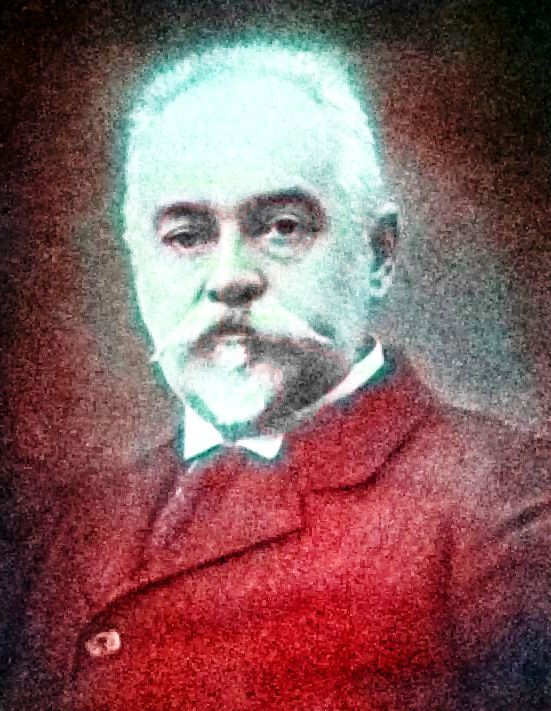
Михаил Яковлевич Сибирцев — первый редактор «Приамурских ведомостей»

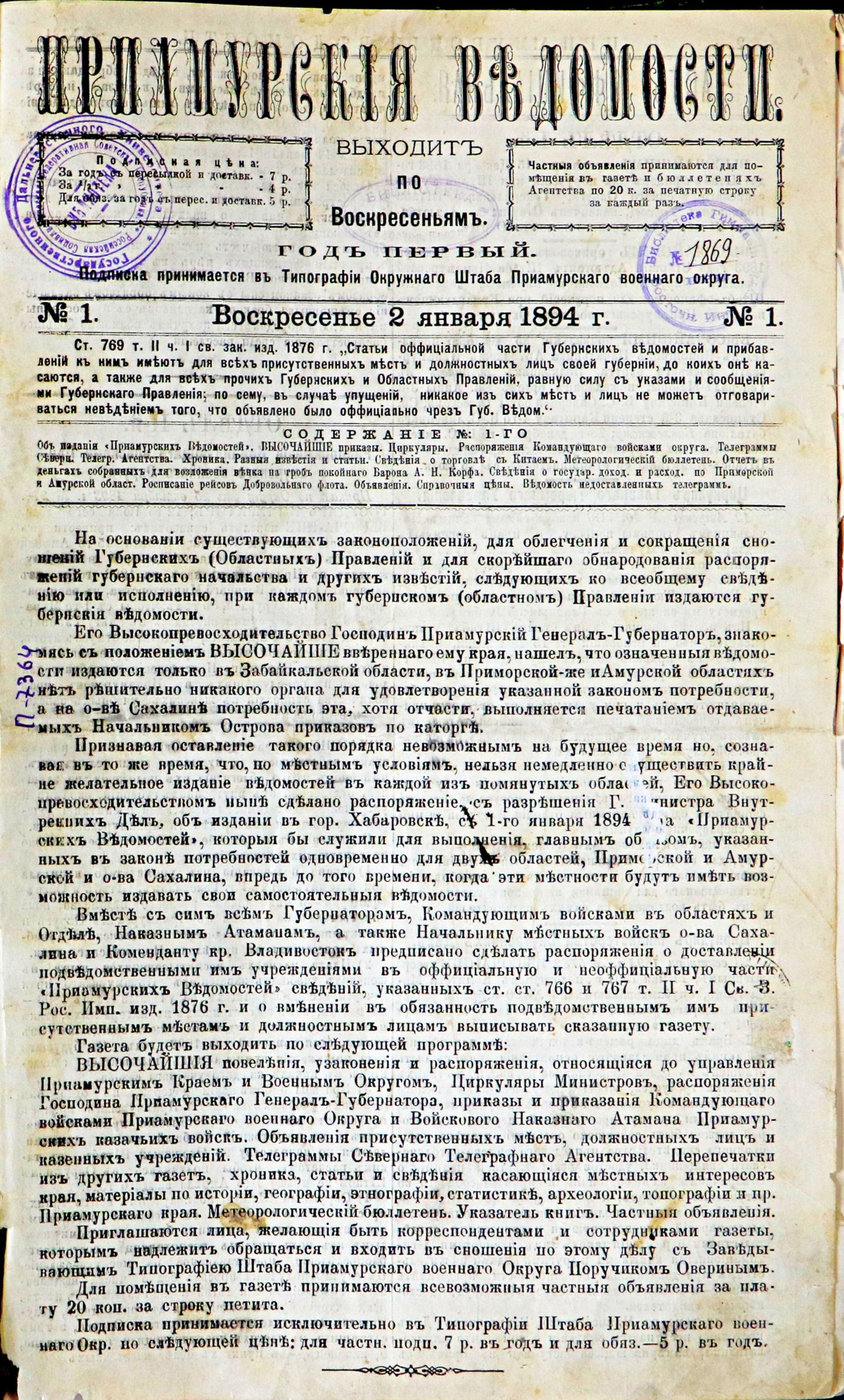
Приамурские ведомости № 1, 1894 год. Отпечатана 31 декабря 1893 г.

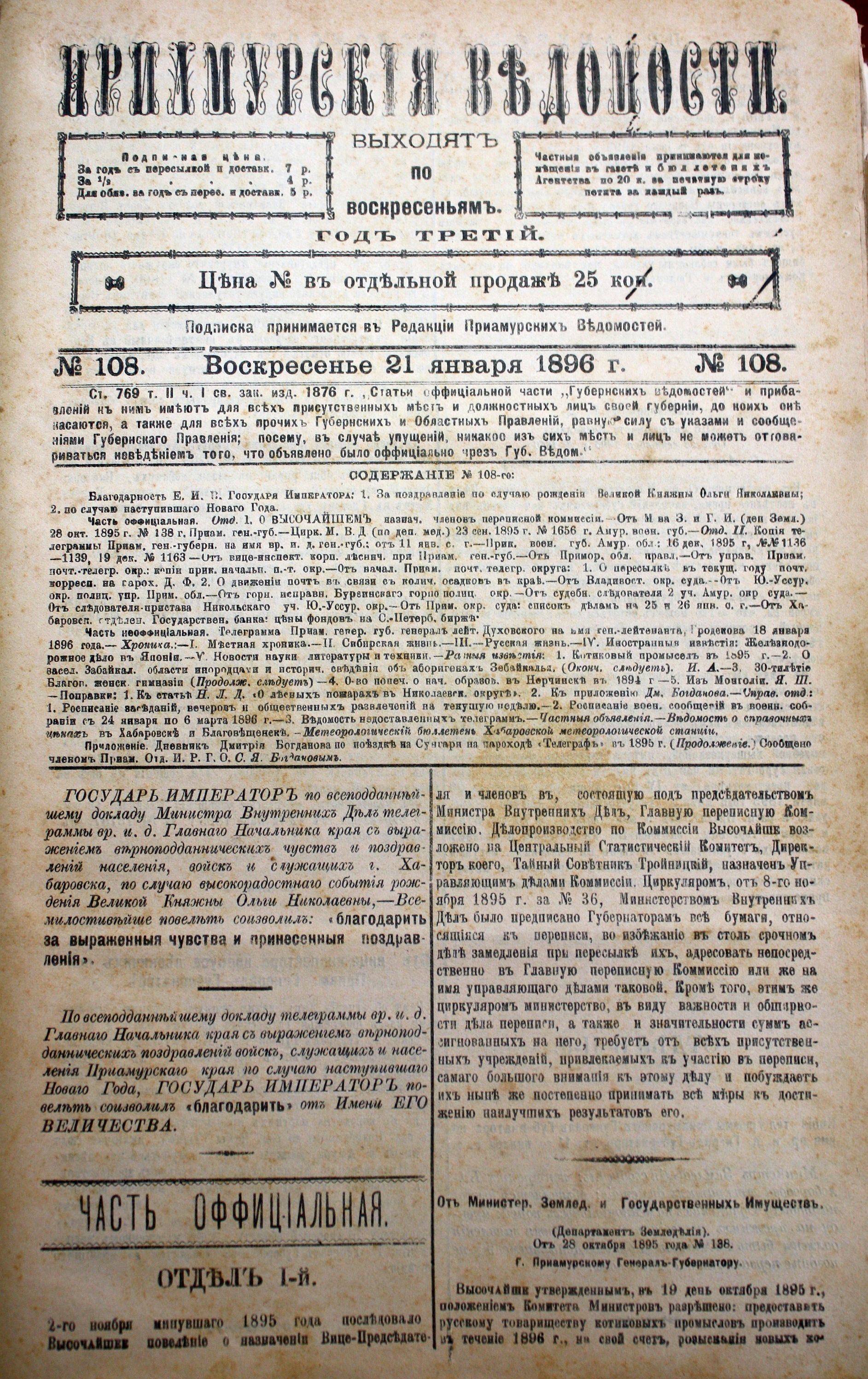
Приамурские ведомости, 1896 год.

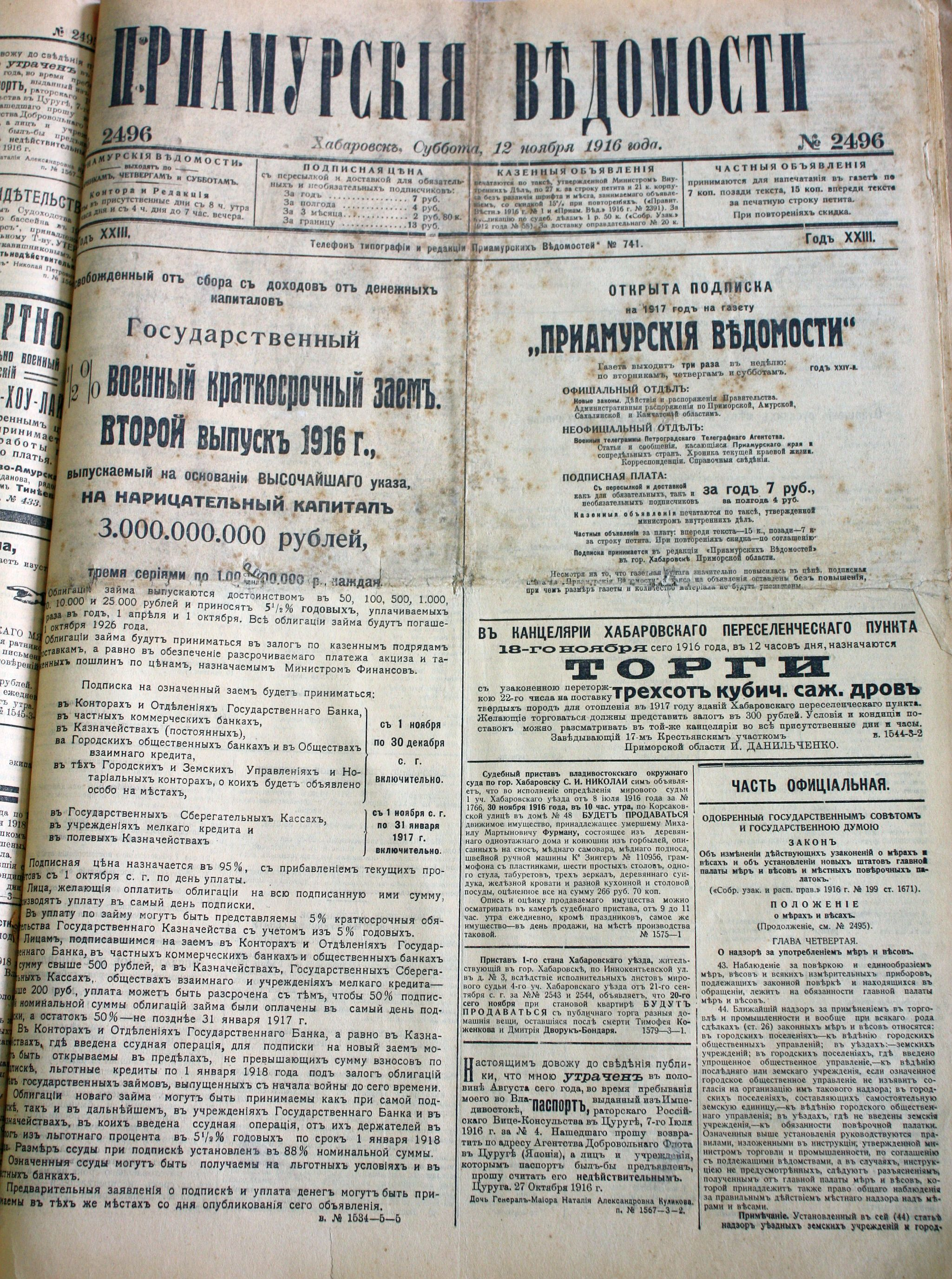
Приамурские ведомости, 1916 год.

### Царский период
«Приамурские ведомости» — газета — выходит в Хабаровске со 2 [14] января 1894 года, первоначально выпускалась по государственной программе губернских ведомостей. Первая официальная газета Приамурского генерал-губернаторства, основатель — генерал-губернатор Приамурского края С. М. Духовский.
Ранее, генерал-губернатор Приамурского края А. Н. Корф на съездах сведущих людей ставил вопрос о необходимости издания своей газеты. Он сравнивал предлагаемый макет газеты с «Правительственным вестником» и «Санкт-Петербургскими ведомостями». Газета должна была издаваться на средства канцелярии Приамурского генерал-губернатора в Хабаровске раз в неделю с размером полос — четверть обычного газетного листа. Гонорар за статьи не предполагался, а доход от объявлений постановили направлять в пользу нужд края (например, на вознаграждение (премии) штатным служащим).
Первый редактор (1894—1897) — М. Я. Сибирцев, второй (1897—1903) — А. П. Сильницкий.
С 1894 года — первоначально выходила еженедельно (по воскресеньям), формат В3.
Цена — 15 коп.
С 1 (13) июля 1894 года — три раза в неделю (по средам, пятницам и воскресеньям).
Цена — 30 коп.
Печаталась в типографии Штаба (канцелярии) Приамурского военного округа (генерал-губернатора).
В 1894—1911 гг. — в газете выходили приложения с материалами местных административных органов, затем, телеграммы Торгово-телеграфного агентства (ТТА), объявления.
Широко на страницах газеты была представлена работа по созданию Приамурского отдела ИРГО и библиотеки, музея при нем, печатались списки дарителей, условия доставки экспонатов и книг.
Редактор А. П. Сильницкий способствовал полному отражению на страницах газеты деятельности Приамурского отдела ИРГО: печатались краеведческие очерки В. П. Маргаритова, походные дневники и этнографические работы В. К. Арсеньева, П. П. Шимкевича, статьи о природных ресурсах и промыслах Приамурья агронома Н. А. Крюкова, статьи А. П. Сильницкого о результатах командировок в Южно-Уссурийский край с целью изучения культурного влияния Уссурийской железной дороги на жизнь переселенцев.
Выходили приложения в газете отчетов Приамурского отдела ИРГО. К примеру, Сильницкого А. П. Поездка в Камчатку и на р. Анадырь.
31 октября 1899 года в типографии канцелярии Приамурского генерал-губернатора был отпечатан отдельный оттиск статей из «Приамурских ведомостей» под названием «Амурско-Приморская сельскохозяйственная и промышленная выставка в Хабаровске».
Последний номер вышел 6 (18) апреля 1917 года, с валовым номером 2551. Закрыта.

### Период в 1917 году
С 8 (20) апреля 1917 года до 12 (24) декабря 1917 года — газета выходила под названием «Приамурские известия» — печатный орган временного правительства на Дальнем Востоке (указывалось: «печатается по распоряжению комиссара Временного правительства по Дальнему Востоку члена Государственной думы от Приморской области А. Н. Русанова»), с валовыми номерами 1/2552 до 122/2673. Закрыта 3 сентября 1918 года.

### В советской и новой России
20 октября 1990 года — газета «Приамурские ведомости» возродилась как печатный орган Хабаровского краевого Совета народных депутатов (редколлегия: А. Сутурин, Г. Строев, Л. Стукун, Е. Головин, Е. Медянников, Н. Андреев, Т. Комендант, Л. Латыпова, Н. Казначеевская, В. Токарский). Инициатором открыть новую краевую газету Совета народных депутатов был журналист-депутат М. С. Колбаско. Дать новой газете старое название предложил историк из Владивостока Амир Хисамутдинов.
Первый редактор С. Л. Лебедев, заместитель — М. С. Колбаско.
В октябре и декабре 1990 г. — вышло два пилотных выпуска (№ 1/2674, № 2/2675). С 1991 года — ежедневный выпуск (5 раз в неделю), формата А3, № 1(3) 1 января 1991 г.
Тираж: 25-40 тыс. экз. (тираж первого номера — 50 тыс. экз.).
С декабря 1995 года — учредитель: ООО «Издательский дом „Приамурские ведомости“». Фирменный цвет — синий (по субботам — малиновый).
С сентября 1998 года выходила вкладка московского еженедельника «Новая газета» (по средам, формата А3).
Тираж: 7,7 тыс. экз. во вторник, среду и пятницу формата А2 (4 стр.), в субботу — формата А3 (8 стр.); 11 тыс. экз. по четвергам с телепрограммой, формата А3 (16 стр.).

### В настоящее время
С 2016 года — учредитель: комитет по информационной политике и массовым коммуникациям правительства Хабаровского края. Издатель: АНО «Центр поддержки социальных инициатив „Открытый регион“». Не выходила в январе из-за смены собственника.
Тираж: 1,5 тыс. экз., с августа 2021 года — 5 тыс. экз.
Периодичность выхода: еженедельник (по средам).
Цветная обложка (фирменный цвет — оранжевый), формат А3, 20-24 стр.
Цена — свободная (по краю распространяется бесплатно). Цена в рознице (по подписке) — 13-15 руб.

## Редакторы
- 1894—1897 — М. Я. Сибирцев[2][22][23].
- 1897—1903, 1905 — А. П. Сильницкий.
- 1903—1904 — Д. Г. Янчевецкий.
- 1906 — Н. С. Арефьев.
- 1907 (и. о.) — М. С. Страдецкий.
- 1899 (помощник), 1907 (и. о.) — 1911—1913 — А. Н. Баранцев.
- 1913—1914 — Л. И. Звездин.
- 1914 — А. Н. Шагин.
- 1914—1917 (врио) — К. К. Куртеев.
- 1897 (и. о.), 1917 — И. С. Иконников.
- 1917 — М. И. Петрова.

<…>
- 1917 — Л. Г. Ульяницкий (как «Приамурские известия»).

<…>
- 1990—1996 — С. Л. Лебедев[24].
- 1996 — М. С. Колбаско[16][25].
- 1996—1998 — А. К. Бронников[26].
- 1998—2004 — Н. В. Андреев.
- 2004 (и. о.) — Е. В. Пересыпкин.
- 2004 (и. о.) — Е. А. Галушко.
- 2005—2015 — О. П. Кульгин.

<…>
- 2016 — Л. О. Козлова.
- 2017 — О. А. Червакова.
- 2018 — Ю. С. Михалёва.
- 2019 — по н.в. — К. А. Пронякин.

## Критика и жизнь
«До первой революции газета занимала весьма прогрессивные позиции, чем была обязана своим первым редакторам М. Я. Сибирцеву и А. П. Сильницкому. При Сибирцеве в „Приамурских ведомостях“ сосредоточился огромный исторический, географический и этнографический материал. Сильницкий еще более расширил круг тем, поднимаемых в газете: …здесь и разработка угольных месторождений, и создание местной добывающей и обрабатывающей промышленности, и охрана богатств моря и недр от хищнического промысла иностранцев, и изучение быта, нравов, традиций малых народов Дальнего Востока и Севера и т. д.»
«Основной формой публикаций на военную тематику во время Русско-японской войны в газете были официальные телеграммы от штаба Верховного главнокомандования, которые печатались почти в каждом номере „Ведомостей“ без каких-либо комментариев, причем были составлены так, чтобы из них нельзя было понять ничего, кроме того, что русская армия побеждает».
Приамурский генерал-губернатор Н. Л. Гондатти в 1913 году: «„Приамурские ведомости“ были единственной газетой в Хабаровске, они представляли собой настоящую энциклопедию местной жизни, где бесплатно сотрудничали лучшие представители местной интеллигенции. Но после появления частной прессы все авторы стали печататься там, где их труд оплачивался (у „Ведомостей“ такой возможности не было, поскольку они финансировались государством, и единственными платными сотрудниками их были редактор и его помощник). Поэтому в начале XX в. „Приамурские ведомости“ заметно упали в смысле содержательности и общественного интереса. В 1903 г. была сделана попытка расширить размер газеты до формата больших столичных газет. <…> Но дело в силу тех же обстоятельств (отсутствие средств) далеко не пошло. <…>»
Приамурский генерал-губернатор Н. Л. Гондатти в 1915 году: «Во многих селениях „Приамурские ведомости“ являются почти единственной газетой, из которой население узнает о том, что творится на свете. <…>»
«С началом революции 1905—1907 гг. и вплоть до своей „кончины“ в феврале 1917 г., сохраняя верность монархии, газета утратила свой прежний характер». "«Приамурские ведомости» «полиняли», сникли, не только утратили активность, наступательность в отстаивании своих убеждений, но как бы лишились их вовсе, скатившись до простой констатации фактов. И стали напоминать епархиальные ведомости — издания епархий Русской православной церкви, — всегда отличавшиеся узостью тематики и нежеланием затрагивать острые проблемы текущей жизни".
Редактор К. К. Куртеев, 1916 год: «Современное положение большинства губернских ведомостей весьма неудовлетворительно, они прозябают на задворках губернских правлений, которыми они подавлены, почти порабощены <…> Большинство ведомостей не имеет материала для чтения и не читается. <…> Несколько иначе поставлены правительственные газеты на окраинах: в Финляндии, на Кавказе, в Туркестане и в Приамурском крае. Для населения, безусловно, нужен спокойный, беспристрастный, осведомительный и культурнопросветительный печатный орган. Он должен быть общедоступен, интересен, жизненен и внепартиен <…>. Особое внимание следует обратить на все те интересы, которыми живет народ. Существующая частная провинциальная пресса не удовлетворяет поставленным требованиям. Известия ее не всегда достоверны и очень редко объективны. В погоне за читателем газеты культивируют: 1) легкость и занимательность чтения в ущерб его пользе; 2) пестроту содержания; 3) стремление угождать всяким, даже отрицательным, вкусам толпы; 4) погоню за сенсациями и шумом из-за пустяков, раздуваемых в большие события. А на многие подлинные нужды не обращается должного внимания; целые области народной жизни замалчиваются или освещаются тенденциозно. На газетном листе, отведенном замкнутому кругу интересов, сдобренным легкостью и бойкостью пера, не остается места для многих волнующих население запросов. Получается медленное ежедневное воздействие на психику читателя, который незаметно для себя сам привыкает к специфическому чтению и щекотанию себя. Здоровые вкусы портятся; портится даже русский язык, на смену которому приходит газетный жаргон, переполненный условностями и неправильностями. Постоянная же игра на таких словах, как „капитализм“, „буржуазия“, „пролетариат“ и пр. стремится привить читателям несвойственные существу дела представления. Провинциальная пресса, партийная и кружковая, находится, кроме того, в зависимости от объявителей и некоторых влиятельных местных кружков и создаваемых ими течений, что нередко ведет к коллизии между истиной и статьями газеты…»
В 2015-м году старейшая газета региона «Приамурские ведомости» из-за накопившихся долгов оказалась на грани закрытия.
14 января 2024 года губернатор Хабаровского края Михаил Дегтярев поздравил со 130-летием редакцию газеты «Приамурские ведомости».
14 января 2024 года губернатор ЕАО Ростислав Гольдштейн поздравил со 130-летием редакцию газеты «Приамурские ведомости».
В 2024 году к 130-летию газеты «Приамурские ведомости» в Хабаровске открылась передвижная выставка.

## Награды
- Почетная грамота губернатора Хабаровского края (2024)[38].
- Благодарственное письмо председателя Законодательной думы Хабаровского края (2024)[39][40].

## Адреса
- ул. Инженерная — типография при губернаторе, здание не сохранилось, снесли в 2002 г. (ныне жилой дом по ул. Тургенева, 96)[41]
- ул. Муравьева-Амурского, 27 (с 1896 г., тогда дом № 22) — редакция, типография (в подвале) и канцелярия генерал-губернатора[41]

<…>
- ул. Карла Маркса, 56 (с 1990 г.)
- ул. Муравьева-Амурского, 4 (с 1995 г.)
- ул. Ленина, 4 (с 2003 г.)
- ул. Серышева, 31 (с 2009 г.)
- ул. Дзержинского, 56 (с 2016 г.)
- ул. Дзержинского, 36 (с 2020 г.)